# Canilhac
Canilhac är en kommun i departementet Lozère i regionen Occitanien i södra Frankrike. Kommunen ligger i kantonen La Canourgue som tillhör arrondissementet Mende. År 2013 hade Canilhac 164 invånare.

## Befolkningsutveckling
Antalet invånare i kommunen Canilhac
| Referens: INSEE |